# 聊城市
聊城市，简称聊，古称东昌府，是中华人民共和国山东省下辖的地级市，位于山东省西部。市境东北与德州市相邻，东南接济南、泰安两市，西南与河南省濮阳市相连，西及西北分別与河北省邯郸市、邢台市毗邻。地处鲁、豫、冀三省交界黄河冲积平原，京杭大运河和黄河在此交汇，还有金堤河、徒骇河、马颊河、卫运河等河流。市人民政府驻东昌府区东昌西路24号。
聊城境内多平原，是典型的农业产区，代表农耕文明的黄河文化与代表商业文明的运河文化在这里交相辉映。境内遗留文物古迹400多处，有6处遗产点和2段河道被列入大运河世界文化遗产名单。亦是国家历史文化名城。

## 历史
春秋时为齐国聊城邑。《战国策·齐文》记曰：“燕将攻下聊城。”《左传》亦有载：“聊、摄二城，齐之西鄙也”，今市以古聊城为名。秦朝置聊城县，属东郡，两汉因之。三国魏黄初三年（222年）改属平原国，后改平原郡，晋因之。北魏太和二十三年（499年）徙治至今市区东北王城，为平原郡治所。
隋开皇三年（583年）废平原郡，十六年（596年）置博州，大业年间废，聊城县改属武阳郡。唐朝武德元年（618年），聊城县属河北道魏州，武德四年（621年）复置博州。天祐三年（906年）改为聊邑县，五代又复为聊城县。北宋淳化三年（992年）聊城县治徙至今市区。元至元四年（1267年）置博州路，治聊城县。至元十三年（1276年）改为东昌路。明洪武初改为东昌府，治所在聊城县，清代因之，属济东泰武临道。
民国二年（1913年）废府制，聊城县隶属济西道，次年改隶东临道。1925年改隶属于东昌道。1928年国民政府废道制后，1936年属山东省第六行政督察区。1938年11月，聊城被日军攻占。日军撤退后，国民党军收复聊城。1946年12月，解放军进攻聊城，国民党军撤退。后聊城县属冀鲁豫第六专署。
中华人民共和国成立后，今境内辖县分属平原省聊城专区、濮阳专区及河北省邯郸专区。1952年撤销平原省，聊城专区划归山东省。1958年12月，聊城县改为聊城市，由山东省直辖。1963年3月改市为县，属聊城专区，1967年改聊城地区。1983年8月，聊城县改设为聊城市（县级）。1998年3月，撤销聊城地区，改设地级聊城市；原县级聊城市改为东昌府区。2019年6月，国务院批复同意撤销茌平县，设立茌平区。

## 自然地理

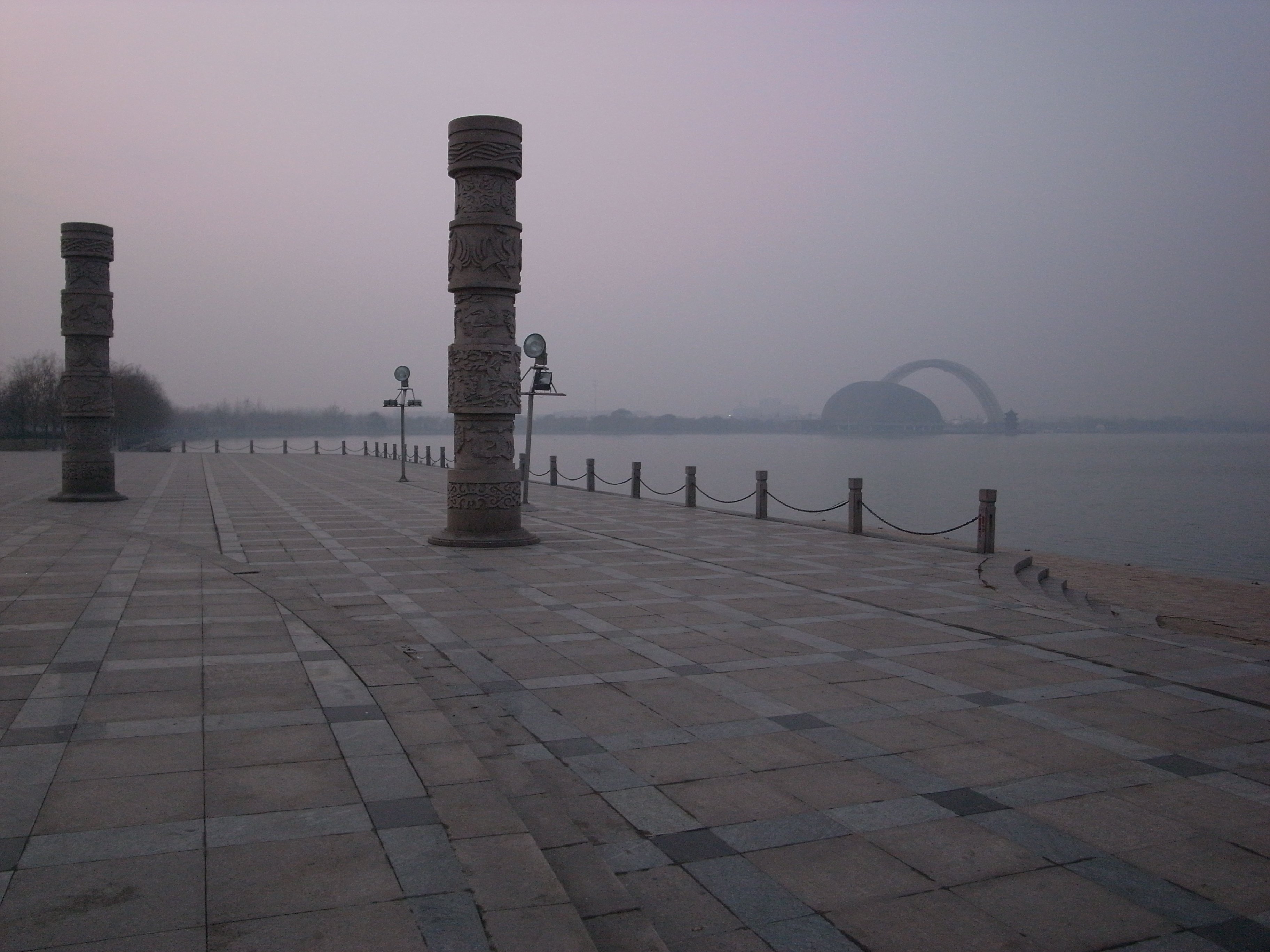
东昌湖

市境为黄河冲积平原，地势略自西南向东北倾斜。主要河流有黄河、金堤河、徒骇河、马颊河、卫运河及小运河，分属黄河及海河水系。天然植被较少，多为人工植林。属温带半湿润大陆性季风气候，年平均气温为13.5℃，年平均降水量540.4毫米。矿产资源主要有煤炭、石油、天然气、石膏、石灰石等。境内是著名药材阿胶的主要产地。东阿阿胶是中国国家地理标志保护产品。
| 1981–2010年间聊城市的平均气象数据 | 1981–2010年间聊城市的平均气象数据 | 1981–2010年间聊城市的平均气象数据 | 1981–2010年间聊城市的平均气象数据 | 1981–2010年间聊城市的平均气象数据 | 1981–2010年间聊城市的平均气象数据 | 1981–2010年间聊城市的平均气象数据 | 1981–2010年间聊城市的平均气象数据 | 1981–2010年间聊城市的平均气象数据 | 1981–2010年间聊城市的平均气象数据 | 1981–2010年间聊城市的平均气象数据 | 1981–2010年间聊城市的平均气象数据 | 1981–2010年间聊城市的平均气象数据 | 1981–2010年间聊城市的平均气象数据 |
| 月份                              | 1月                               | 2月                               | 3月                               | 4月                               | 5月                               | 6月                               | 7月                               | 8月                               | 9月                               | 10月                              | 11月                              | 12月                              | 全年                              |
| --------------------------------- | --------------------------------- | --------------------------------- | --------------------------------- | --------------------------------- | --------------------------------- | --------------------------------- | --------------------------------- | --------------------------------- | --------------------------------- | --------------------------------- | --------------------------------- | --------------------------------- | --------------------------------- |
| 平均高温 °C（°F）                 | 3.9 (39.0)                        | 7.7 (45.9)                        | 13.6 (56.5)                       | 21.0 (69.8)                       | 26.1 (79.0)                       | 31.2 (88.2)                       | 31.4 (88.5)                       | 30.2 (86.4)                       | 26.7 (80.1)                       | 21.1 (70.0)                       | 12.6 (54.7)                       | 5.6 (42.1)                        | 19.3 (66.7)                       |
| 日均气温 °C（°F）                 | −1.9 (28.6)                       | 1.6 (34.9)                        | 7.5 (45.5)                        | 14.7 (58.5)                       | 20.1 (68.2)                       | 25.1 (77.2)                       | 26.7 (80.1)                       | 25.4 (77.7)                       | 20.6 (69.1)                       | 14.5 (58.1)                       | 6.5 (43.7)                        | 0.1 (32.2)                        | 13.4 (56.2)                       |
| 平均低温 °C（°F）                 | −6.2 (20.8)                       | −3.1 (26.4)                       | 2.4 (36.3)                        | 9.2 (48.6)                        | 14.5 (58.1)                       | 19.7 (67.5)                       | 22.7 (72.9)                       | 21.6 (70.9)                       | 15.9 (60.6)                       | 9.4 (48.9)                        | 1.6 (34.9)                        | −4.2 (24.4)                       | 8.6 (47.5)                        |
| 平均降水量 mm（）                 | 4.1 (0.16)                        | 7.0 (0.28)                        | 13.5 (0.53)                       | 25.3 (1.00)                       | 51.2 (2.02)                       | 71.7 (2.82)                       | 157.7 (6.21)                      | 121.8 (4.80)                      | 57.8 (2.28)                       | 34.7 (1.37)                       | 13.0 (0.51)                       | 5.1 (0.20)                        | 562.9 (22.18)                     |
| 平均相對濕度（％）                | 64                                | 60                                | 58                                | 61                                | 68                                | 65                                | 80                                | 83                                | 78                                | 71                                | 69                                | 68                                | 69                                |
| 来源：中国气象数据网              |                                   |                                   |                                   |                                   |                                   |                                   |                                   |                                   |                                   |                                   |                                   |                                   |                                   |

## 政治

### 现任领导
| 机构     | · 中国共产党 · 聊城市委员会 | 聊城市人民代表大会 常务委员会 | 聊城市人民政府    | · 中国人民政治协商会议 · 聊城市委员会 |
| 职务     | 书记                        | 主任                          | 市长              | 主席                                  |
| -------- | --------------------------- | ----------------------------- | ----------------- | ------------------------------------- |
| 姓名     | 李长萍（女）                | 王彤宇                        | 张百顺            | 曾晓黎                                |
| 民族     | 汉族                        | 汉族                          | 汉族              | 汉族                                  |
| 籍贯     | 山东省荣成市                | 山东省青岛市即墨区            | 山东省昌邑市      | 山东省曹县                            |
| 出生日期 | 1975年4月（50歲）           | 1965年7月（59歲）             | 1971年6月（53歲） | 1966年9月（58歲）                     |
| 就任日期 | 2022年4月                   | 2022年2月                     | 2022年4月         | 2022年2月                             |

### 历任领导
| 市委书记 - 张敬涛（1998年3月－2001年1月） - 郭兆信（2001年1月－2007年3月） - 宋远方（2007年3月－2013年2月） - 林峰海（2013年2月－2015年2月） - 徐景颜（2015年2月－2018年12月） - 孙爱军（2019年2月－2022年4月） - 李长萍（2022年4月－） | 市长 - 郭兆信（1998年3月－2001年1月） - 张秋波（2001年1月－2006年10月） - 林峰海（2006年11月－2013年3月） - 王忠林（2013年3月－2015年7月） - 宋军继（2015年7月－2019年5月） - 李长萍（2019年12月－2022年4月） - 张百顺（2022年4月－） |

### 行政区划
聊城市现辖2个市辖区、5个县，代管1个县级市。
- 市辖区：东昌府区、茌平区
- 县级市：临清市
- 县：阳谷县、莘县、东阿县、冠县、高唐县

另外，聊城市设立以下经济管理区：国家级聊城经济技术开发区、聊城高新技术产业开发区、聊城江北水城旅游度假区。

## 人口
根据2020年第七次全国人口普查，全市常住人口为5,952,128人。同第六次全国人口普查的5,789,863人相比，十年共增加了162,265人，增长2.8%，年平均增长率为0.28%。其中，男性人口为3,013,374人，占总人口的50.63%；女性人口为2,938,754人，占总人口的49.37%。总人口性别比（以女性为100）为102.54。0－14岁的人口为1,397,180人，占总人口的23.47%；15－59岁的人口为3,426,459人，占总人口的57.57%；60岁及以上的人口为1,128,489人，占总人口的18.96%，其中65岁及以上的人口为831,288人，占总人口的13.97%。居住在城镇的人口为3,152,954人，占总人口的52.97%；居住在乡村的人口为2,799,174人，占总人口的47.03%。

### 民族
全市常住人口中，汉族人口为5,891,060人，占98.97%；各少数民族人口为61,068人，占1.03%。与2010年第六次全国人口普查相比，汉族人口增加156,664人，增长2.73%，占总人口比例下降0.07个百分点；各少数民族人口增加5,601人，增长10.1%，占总人口比例增加0.07个百分点。

## 交通
- 309国道、 240国道过境。

## 经济
聊城经济以农业、农副产品加工业、有色金属，化工，新能源汽车，旅游业为主。
2001年聊城市改变发展战略，借助城中东昌湖发展旅游业，打造“中国江北水城”的品牌。近几年凭借旅游和周边产业的带动，聊城的经济水平不斷提升。2011年聊城实现地区生产总值1905亿元，地方财政收入96.6亿元。

## 景点

### 全国重点文物保护单位
- 大运河（临清运河钞关）
- 光岳楼
- 聊城山陕会馆
- 隆兴寺铁塔
- 曹植墓
- 景阳岗遗址
- 教场铺遗址
- 韩氏家族墓地
- 尚庄遗址
- 萧城遗址
- 土桥闸遗址
- 兴国寺塔

### 其它
- 东昌湖

## 友好城市
- 俄羅斯谢罗夫（1993年12月）
- 宜宁郡（2001年6月7日）
- 布莱克敦（2003年10月14日）
- 光明市（2005年5月3日）
- 德国奥芬巴赫（2007年8月）
- 瓦瓦乌群岛（2021年11月）
- 维拉港（2023年1月）